# Ted Risenhoover

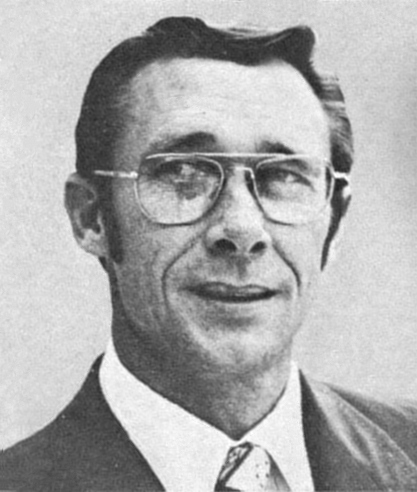
Theodore Marshall Risenhoover, 1975

Theodore Marshall „Ted“ Risenhoover (* 3. November 1934 in East Liberty, Haskell County, Oklahoma; † 10. September 2006 in Claremore, Oklahoma) war ein US-amerikanischer Politiker. Zwischen 1975 und 1979 vertrat er den 2. Kongresswahlbezirk von Oklahoma im US-Repräsentantenhaus.

## Werdegang
Theodore Risenhoover besuchte die Stigler High School und zwischen 1960 und 1961 die University of Alabama. Danach setzte er bis 1965 seine Ausbildung an der Northeastern State University von Oklahoma fort. Zwischen 1955 und 1963 war er Mitglied der US-Luftwaffe, die ihm das Studium in Alabama ermöglichte. Nach seiner Militär- und Studienzeit stieg Risenhoover in das Zeitungsgeschäft ein. 1965 wurde er Miteigentümer und Präsident eines Verlags in Tahlequah. Zwischen 1970 und 1974 war er auch Kriminalrat (Crime Commissioner) im zweiten Bezirk von Oklahoma.
Als Mitglied der Demokratischen Partei war er Delegierter auf deren nationalem Zwischenparteitag 1974. Bei den Kongresswahlen dieses Jahres wurde Risenhoover im zweiten Distrikt von Oklahoma in das US-Repräsentantenhaus gewählt, wo er am 3. Januar 1975 Clem McSpadden ablöste. Nach einer Wiederwahl im Jahr 1976 wurde er 1978 von seiner Partei nicht mehr nominiert, da er in der Vorwahl seinem Konkurrenten Mike Synar unterlegen war, und schied am 3. Januar 1979 aus dem Kongress aus. Danach zog er sich aus der Politik zurück.